# Marcus Bleicher
Marcus Bleicher (* 11. Oktober 1967 in Füssen) ist ein ehemaliger deutscher Eishockeyspieler, der während seiner Karriere unter anderem für den EC Hannover und für die Frankfurt Lions in der Deutschen Eishockey Liga spielte. 2014/15 trainierte er seinen Heimatverein, den EV Füssen. Zudem war er vormals Trainer des SC Riessersee und des ESV Kaufbeuren. 

## Karriere

### Als Spieler
Bleicher begann seine Karriere 1985 im Team des EV Füssen, mit dem er fortan in der 2. Eishockey-Bundesliga aktiv war. Bereits in seiner zweiten Saison beim EV Füssen erzielte er in 35 Einsätzen 44 Punkte und in den 17 Playoff-Einsätzen nochmals 20 Punkte. Zur Saison 1987/88 wechselte er für schließlich fünf Jahre zum Mannheimer ERC in die Eishockey-Bundesliga. In den ersten beiden Jahren in Mannheim konnte er nicht an seine persönlichen Erfolge aus Füssen anknüpfen, was sich jedoch ab der Saison 1990/91 ändern sollte. Nach einem zweijährigen Intermezzo beim Ligarivalen EV Landshut wechselte er zur Saison 1994/95 zum EC Hannover in die neu gegründete Deutsche Eishockey Liga. Hier verblieb er weitere zwei Jahre, ehe er wieder wechselte. Er durchlief daraufhin verschiedene Spielklassen und Mannschaften, ehe er sich zur Saison 2001/02 seinem alten Arbeitgeber, dem EV Füssen in der Eishockey-Oberliga anschloss. Nach vier Jahren und guten Leistungen wechselte er zur Saison 2005/06 zum Ligarivalen EV Ravensburg. Nach nur einem Jahr in Ravensburg wechselte er zum SC Riessersee, bei dem er nach einem weiteren Jahr Profieishockey im Alter von 39 Jahren nach der Saison 2006/07 seine Spielerkarriere beendete.

### Als Trainer
Während Bleichers Zeit bei den Hamburg Crocodiles wurde er nach der Entlassung des Trainers Dieter Frenzel zum Interimscoach benannt, da er zu dieser Zeit bereits Inhaber der Trainer B-Lizenz war.
Gleich in der folgenden Saison 2007/08 gab Bleicher sein Trainerdebüt und löste den ihm bekannten Trainer Andreas Brockmann, unter welchem er in der Saison 2006/07 noch als Spieler arbeitete, beim SC Riessersee ab und erreichte trotz seiner Unerfahrenheit mit einem als Abstiegskandidat gehandelten Klub den fünften Platz. Das Team zog somit in die Playoffs ein. Bleicher selbst erhielt aber trotz des Erfolges keinen Anschlussvertrag und wechselte zur Saison 2008/09 zum ESV Kaufbeuren. Hier blieb er allerdings nur ein Jahr und gönnte sich dann eine einjährige Pause vom Eishockey, ehe er vom SC Riessersee zur Saison 2010/11 wieder als Trainer eingestellt wurde. Mit der neu formierten Oberliga-Mannschaft erreichte er in der regulären Spielzeit den zweiten Platz und konnte in den anschließenden Playoffs die Oberliga-Meisterschaft feiern.
Ende August trat Bleicher mit sofortiger Wirkung, nach dem ersten Trainingsspiel gegen den EV Füssen vom Traineramt zurück, und gab Meinungsverschiedenheiten mit dem Geschäftsführer des SC Riessersee Ralph Bader an.
Bleicher, der eine Festanstellung als Postbote innehat, übernahm Anfang 2013 kurzzeitig als Interimstrainer den SC Riessersee, nachdem Axel Kammerer beurlaubt wurde. Zur Saison 2013/14 wurde Bleicher für ein Jahr Trainer des EV Füssen.

## Erfolge und Auszeichnungen
- 2009 Oberliga-Süd-Meister mit dem ESV Kaufbeuren (als Trainer)
- 2011 Oberliga-Meister mit dem SC Riessersee (als Trainer)
- 2011 Aufstieg in die 2. Eishockey-Bundesliga mit dem SC Riessersee (als Trainer)

## Karrierestatistik
(Legende zur Spielerstatistik: Sp oder GP = absolvierte Spiele; T oder G = erzielte Tore; V oder A = erzielte Assists; Pkt oder Pts = erzielte Scorerpunkte; SM oder PIM = erhaltene Strafminuten; +/− = Plus/Minus-Bilanz; PP = erzielte Überzahltore; SH = erzielte Unterzahltore; GW = erzielte Siegtore; 1 Play-downs/Relegation; Kursiv: Statistik nicht vollständig)

1 inklusive „Bundesliga“ (1994–1998) und „1. Liga“ (1998–1999)

2 inklusive „Eishockey Bundesliga“ (1958–1994)

### Trainerstationen
| Jahre     | Anzahl Saisons | Verein         | Liga  | Posten      | erreichte Playoffs | erreichte Titel      |
| 2007–2008 | 1              | SC Riessersee  | 2. BL | Cheftrainer | Viertelfinale      | keine                |
| 2008–2009 | 1              | ESV Kaufbeuren | 2. BL | Cheftrainer | Halbfinale         | Oberliga-Süd-Meister |
| 2010–2011 | 1              | SC Riessersee  | OL    | Cheftrainer | Finale             | Oberliga-Meister     |
| 2011      | 1              | SC Riessersee  | 2. BL | Cheftrainer | keine              | keine                |